# Otinotus cavendus
Otinotus cavendus är en insektsart som beskrevs av William Lucas Distant. Otinotus cavendus ingår i släktet Otinotus och familjen hornstritar. Inga underarter finns listade i Catalogue of Life.